# Pekka Hämäläinen
Pekka Johannes Hämäläinen, né en 1967 à Helsinki, est un historien finlandais qui est professeur d'histoire américaine à l'Université d'Oxford depuis 2012. Il est reconnu pour ses travaux relatifs à l'Amérique du Nord indigène.

## Biographie
Il obtient un doctorat de l'Université d'Helsinki en 2001 et enseigne à l'université A&M du Texas de 2002 à 2004. Ses travaux sont publiés dans l'American Historical Review, Journal of American History, William and Mary Quarterly, et le Western Historical Quarterly.
Il s'identifie au mouvement de la « nouvelle histoire indienne » de la fin du XXe siècle, qui vise à remettre en question l'historiographie antérieure dominée par les perspectives de l'Europe occidentale et à utiliser à la place des méthodes ethnohistoriques pour mieux comprendre les expériences autochtones du colonialisme,.
À la fin des années 2000, ses travaux se sont concentrés sur l'équitation dans les plaines américaines et les régions frontalières du sud-ouest.
Son livre de 2008, The Comanche Empire, reçoit des critiques positives et remporte le prix Bancroft.
En 2019, Pekka Hämäläinen publie Lakota America: A New History of Indigenous Power, qui couvre l'histoire du peuple Lakota entre le XVIIe et XXe siècles ; il affirme également que les Lakota constituent un empire. Le livre est critiqué par des universitaires autochtones, tels que l'historien de l'Université Rutgers Jameson Jimmy Sweet (Lakota/Dakota) , et l'auteur Delphine Red Shirt (en) (Oglala Lakota),. L'historien Nick Estes (en) critique le livre, décrivant le travail de Pekka Hämäläinen comme « le pire du relativisme culturel post-moderne », et Jameson Sweet rejette l'idée des Lakotas en tant qu'empire, insistant sur le fait que les Lakotas sont « un peuple désespéré essayant de survivre et de s'adapter à un monde turbulent provoqué par le colonialisme de peuplement ».
En 2022, il publié Indigenous Continent: The Epic Contest for North America. L'ouvrage repense l'histoire de la conquête de l'Amérique du Nord en soulignant le pouvoir politique et militaire considérable de diverses nations autochtones, telles que la Grande Nation Sioux et l'empire Comanche (en). L’accueil critique du livre est mitigé. Il est salué par des historiens comme Elizabeth Fenn et Elliott West ainsi que par le critique David Treuer comme étant « d'une grande valeur [...] en tant que polémique corrective [...] en restaurant l'agence historique des peuples autochtones ». Les historiens et les universitaires spécialisés dans les études autochtones, comme Sweet et Ned Blackhawk (en), le critiquent. Dans une interview au New York Times, Blackhawk rejette Pekka Hämäläinen en tant qu'historien de l'équitation et objecte au « mépris occasionnel du livre pour des choses comme le droit et la politique, qui sont au cœur de la souveraineté et de la vie des Amérindiens ». L'historienne Kathleen DuVal a également critiqué le livre pour ne pas avoir accordé suffisamment d'attention au rôle des femmes dans les conflits entre autochtones et coloniaux,.

## Récompenses
- 2009 - Prix Bancroft[2]
- 2008 - Prix Kate Brocks Bates [réf. nécessaire]

- 2009 - Prix Merle Curti[12]
- 2009 - Prix de l'Association Caughey d'histoire de l'Ouest[réf. nécessaire]
- 2023 - Membre de la British Academy [13]

## Travaux
- Pekka William P. Clements Center for Southwest Studies, The Comanche empire, Yale University Press, coll. « The Lamar series in western history », 2008 (ISBN 978-0-300-15117-6 et 978-0-300-12654-9)
- Pekka Hämäläinen, When diseases make history: epidemics and great historical turning points, Yliopistopaino, Helsinki Univ. Press, 2006 (ISBN 978-951-570-640-9)
- Major problems in the history of North American borderlands: documents and essays, Wadsworth, Cengage Learning, coll. « Major problems in American history series », 2012 (ISBN 978-0-495-91692-5, OCLC 701208966, lire en ligne)
- Pekka J. Hämäläinen, Lakota America: a new history of indigenous power, Yale University Press, coll. « The Lamar series in western history », 2019 (ISBN 978-0-300-21595-3 et 978-0-300-25525-6)
- Pekka Hämäläinen, Indigenous continent: the epic contest fot North America, Liveright Publishing Corporation, a division of W.W. Norton & Company, 2023 (ISBN 978-1-324-09406-7 et 978-1-63149-699-8)